# Benjamin Bonzi
Benjamin Bonzi (født 9. juni 1996 i Nîmes, Frankrig) er en professionel tennisspiller fra Frankrig.